# Typowanie statyczne
Typowanie statyczne – nadawanie typów zmiennym w czasie kompilacji programu, poprzez deklaracje tych typów lub ich inferencje.
W porównaniu do typowania dynamicznego, zaletami są możliwość większej optymalizacji oraz możliwość wykrycia większej liczby błędów w czasie kompilacji. Wadą jest natomiast konieczność pisania dużej ilości informacji o typach. Częściowo problem ten jest rozwiązywany przez inferencję typów i polimorfizm.

## Języki stosujące statyczne typowanie
Do języków stosujących typowanie statyczne należą między innymi:
- Ada
- C
- C#
- C++
- D
- Go
- Haskell
- Java
- Kotlin
- Objective-C
- Pascal
- Rust
- Scala
- Swift
- TypeScript